# 1944 (film 2015)
1944 – estoński dramat wojenny z 2015 roku w reżyserii Elmo Nüganena. Film ukazuje II wojnę światową z perspektywy estońskich żołnierzy, którzy bratobójczo walczą przeciwko sobie po obu stronach barykady. 
Film został wybrany jako oficjalny estoński kandydat do nagrody Oscara dla najlepszego filmu nieanglojęzycznego, ale ostatecznie nie został nominowany. 

## Treść
Akcja filmu rozgrywa się między lipcem a listopadem 1944 roku. Na terenie Estonii trwają zaciekłe walki pomiędzy Wehrmachtem a Armią Czerwoną. W obu tych armiach służą Estończycy, wcieleni do wojska przez najeźdźców. Walcząc w bratobójczej walce muszą dokonywać tragicznych wyborów.

## Obsada
- Kaspar Velberg - Karl Tammik
- Kristjan Üksküla - Jüri Jõgi
- Maiken Schmidt - Aino Tammik
- Gert Raudsep - Ants Saareste
- Ain Mäeots - kapitan Evald Viires
- Marko Leht - Valter Hein
- Märt Pius - Vennad Käärid
- Hendrik Toompere - Kristjan
- Priit Pius -  Vennad Käärid
- Magnús Mariuson - Carl
- Pääru Oja - Elmar